# Monasterio de San Pedro (Camprodón)
El monasterio de San Pedro de Camprodón  (en catalán Sant Pere de Camprodon) se encuentra localizado en la localidad catalana de Camprodón, en la comarca del Ripollés.

## Historia
En los inicios del siglo X, Servus Dei, obispo de Gerona, decidió organizar el servicio religioso en el valle de Llandrius (actual Camprodón), alrededor de una iglesia dedicada a San Pedro. La iglesia fue consagrada por el obispo el 27 de noviembre de 904. La iglesia estaba situada cerca de un campo redondo (en catalán camp rodó, término que dio origen al nombre actual del valle y la población) y se convirtió en la parroquia de todo el amplio valle.
Alrededor del 950, el conde Wifredo de Besalú decidió construir en el valle un monasterio. El obispo de Gerona cedió la titularidad de la iglesia de San Pedro y en el 952 ya se encontraba establecida en el área una comunidad monástica regida por su primer abad, Gaufred.
Los años siguientes el monasterio prosperó gracias a las importantes donaciones de tierras, molinos y pastos. Entre los donantes principales estaban los condes Sunifredo, Oliba Cabreta y Miró, hermanos de Wifredo. El conde Sunifredo cedió al monasterio también los dominios de la ciudad de Camprodón; en el 1249, los monjes cedieron el derecho sobre la ciudad al rey Jaime I. En el 1078, el monasterio de San Pedro se convirtió en filial de Cluny, unión que persistió hasta el 1461. A partir de ese momento, el cenobio se rigió por las normas de la abadía francesa.
La comunidad religiosa que residió en San Pedro fue de número variable. En origen, el cenobio contaba con 17 monjes mientras que en los momentos de su máximo esplendor, entre el siglo XI y el inicio del siglo XII, la comunidad era de 25. El número de religiosos empezó a descender al iniciarse el siglo XIV en que la comunidad se redujo a 14. A mediados del siglo XVII únicamente quedaban en el monasterio 8 monjes junto con el abad.
Los últimos años de vida en el monasterio fueron de grandes cambios. Entre los años 1671 y 1672, diversas discusiones entre Josep de Magarola, abad de San Pedro, y el obispo de Gerona provocaron que el monasterio perdiera sus derechos sobre importantes zonas de tierra. Más tarde, durante la ocupación napoleónica, las tropas francesas expoliaron el monasterio en diversas ocasiones. Una de las pérdidas principales para el cenobio fue la de las reliquias de Sant Pallari así como la de una supuesta espina de la corona de Cristo que era venerada con devoción por los fieles. El final de la actividad monástica llegó en 1835 cuando la exclaustración obligó al abad Miguel de Parrella y a los cinco monjes que aún quedaban a abandonar el monasterio.

## Edificio

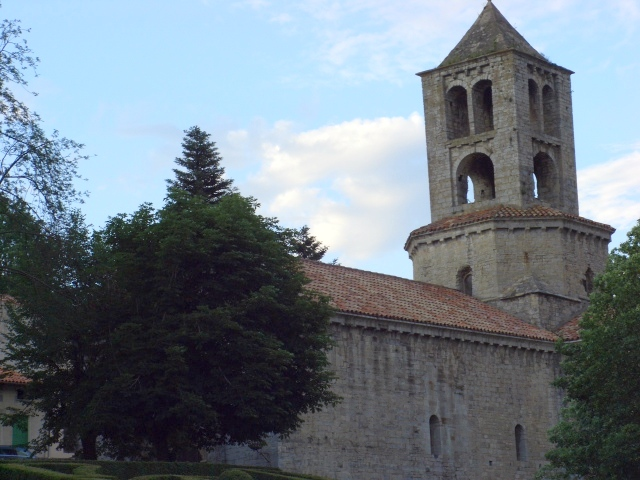
Vista lateral de la iglesia.

Del antiguo cenobio únicamente se ha conservado la iglesia. Fue construida a mediados del siglo XII de forma austera, con la única ornamentación del pórtico, decorado con columnas y capiteles. Su planta es de cruz latina y cuenta con cuatro ábsides de forma cuadrada. El mayor de ellos tiene la misma anchura que la nave mientras que los restantes se abren a los lados del transepto.
La cubierta de la nave es de arco apuntado apoyado en los arcos torales. Sobre la cruz del transepto se levanta la cúpula que sirve de base del campanario de dos pisos de altura. La cúpula está revestida en su parte exterior por una linterna octogonal. En su interior se pueden ver aún los restos de las tumbas de algunos de los abades. En el museo diocesano de Gerona se conservan también algunos capiteles procedentes del antiguo claustro. 
En 1932 se derribaron los restos del antiguo monasterio que se encontraban en estado de ruina. Poco después se restauró la iglesia que tenía ya pocas características del templo original ya que el claustro y parte del templo quedaron derruidos por el terremoto de Cataluña de 1428.